# AYANO (モデル)
AYANO（あやの）はファッションモデル。
東京都出身。サトルジャパン所属。

## 出演

### 雑誌
- CREA
- SPUR
- からだにいいこと

### CM
- 資生堂「エリクシール」
- CASIO「EXILIM」
- ワコール wing「スタイルアップパンツ」

### 広告
- 花王「アジエンス」
- au

### ショー・イベント
- SHIDA TATSUYA
- IN-PROCESS
- THEATRE　PRODUCTS
- LIMI few
- CELINE
- BVLGARI
- SWAROVSKI
- MISSONI
- hiromichi nakano
- EMPORIO ARMANI RED
- mint designs

他多数　